# Chilocryptus quadrilineatus
Chilocryptus quadrilineatus är en tvåvingeart som beskrevs av Malloch 1933. Chilocryptus quadrilineatus ingår i släktet Chilocryptus och familjen lövflugor. Inga underarter finns listade i Catalogue of Life.